# Сельское поселение «Село Перемышль»
Сельское поселение «Село Перемышль» — муниципальное образование в составе Перемышльского района Калужской области России.
Центр — село Перемышль.

## История
Законом Калужской области от 29 мая 2009 года № 551-ОЗ, сельские поселения «Село Перемышль» и «Деревня Хохловка» были объединены в сельское поселение «Село Перемышль» с административным центром в селе Перемышль.

## Население
| 2010  | 2012  | 2013  | 2014  | 2015  | 2016  | 2017  | 2018  | 2019  |
| ----- | ----- | ----- | ----- | ----- | ----- | ----- | ----- | ----- |
| 4050  | ↘3936 | ↘3869 | ↗3870 | ↗3915 | ↗3978 | ↗4053 | ↘4026 | ↘3920 |
| 2020  | 2021  |       |       |       |       |       |       |       |
| ↘3894 | ↗4456 |       |       |       |       |       |       |       |

## Состав
В поселение входят 4 населённых места:
| № | Населённый пункт | Тип населённого пункта       | Население |
| - | ---------------- | ---------------------------- | --------- |
| 1 | Жашково          | деревня                      | ↗63       |
| 2 | Перемышль        | село, административный центр | ↗3603     |
| 3 | Поляна           | деревня                      | ↘390      |
| 4 | Хохловка         | деревня                      | ↗318      |